# 筑波武蔵
筑波 武蔵（つくば むさし）は、浪曲の名跡。

## 初代
筑波武蔵（1898年2月10日 - 1984年5月3日）本名は東野米吉。
大阪の生まれ、ドサ周りの芝居から新国劇を経て、4代目広沢虎吉の門下となり1945年に広沢虎右衛門から初代筑波武蔵を襲名。
曲師に三味線ではなくヴァイオリンやチェロ、ピアノを用いた「オーケストラ 浪曲」が有名。

## 2代目
筑波武蔵（1937年11月4日 - 2006年2月28日）本名は松岡俊通。日本芸能実演家団体協議会理事、浪曲親友協会理事、芸団協関西協議会常任理事。
徳島県の生まれ、1947年に素人のど自慢で一位になる浪曲師、2代目天中軒雲月（戦後は伊丹秀子を名乗る）に入門し、伊丹秀一を名乗り「五郎正宗孝子伝」で初舞台。1951年に初代の門下、上京し音楽の勉強、1971年に筑波武志と改名、一時浮世わたると浮世とおるの名でツーバブルスという浪曲漫才を組んだこともあったが1973年に浪曲に復帰し大阪道頓堀朝日座にて2代目を襲名した。「野狐三次」等を得意とした。